# Santo Stefano (Roncaiola)

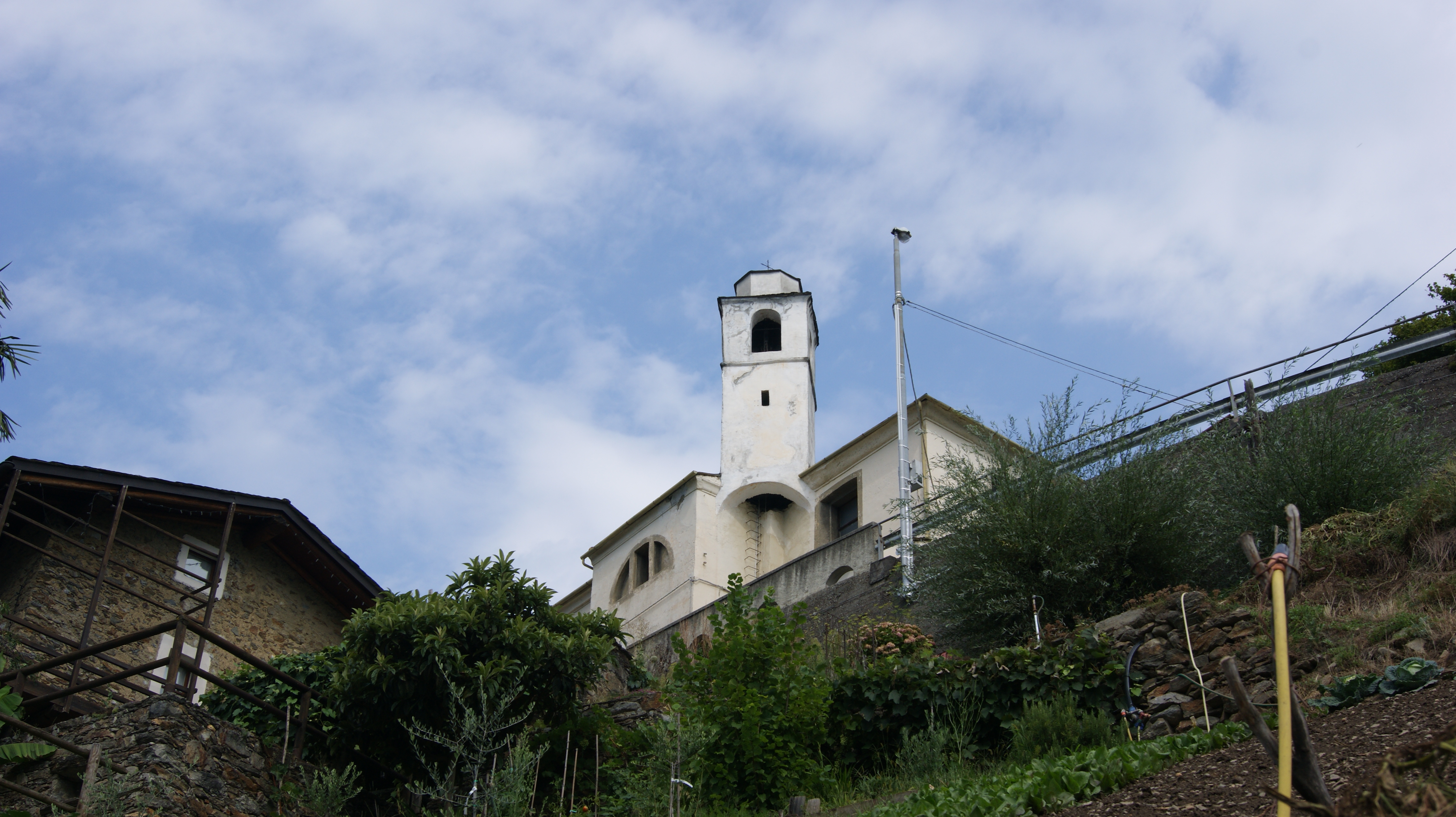
Santo Stefano in Roncaiola, Tirano

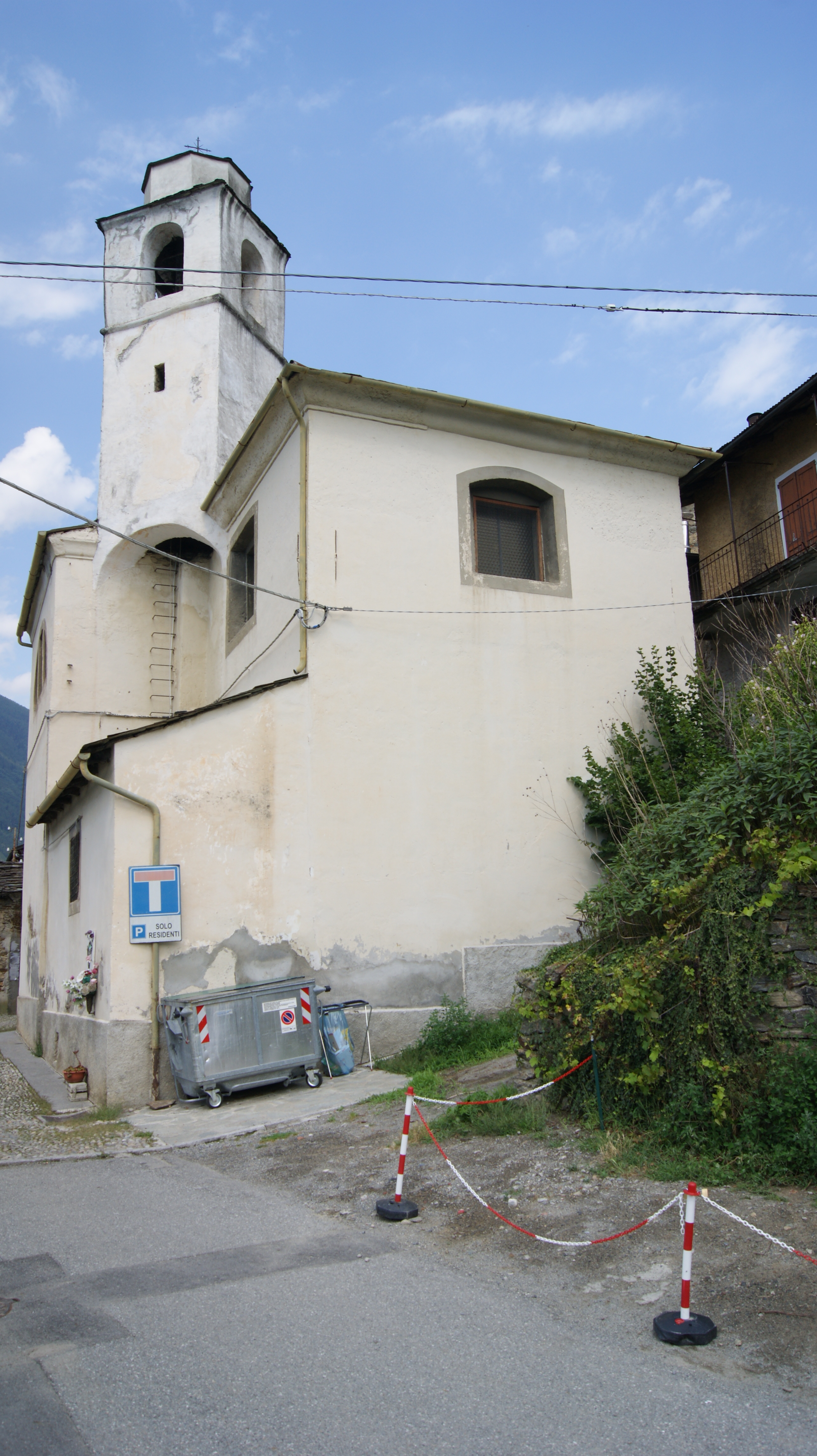

Santo Stefano (dt.: heiliger Stefan) ist eine römisch-katholische Kirche (ital.: Chiesa di Santo Stefano) in Tirano im Ortsteil Roncaiola, nahe der Schweizer Grenze in der italienischen Provinz Sondrio, Region Lombardei. Die Kirche gehört zur Kirchenregion Lombardei, dem Bistum Como, und ist dem heiligen Stephanus (* ca. 1 n. Chr.; † ca. 36/40 n. Chr.) gewidmet.

## Lage und Geschichte
Die Kirche liegt in der Fraktion Roncaiola oberhalb von Tirano und wurde 1690 erbaut. 1932 wurde sie durch Bischof Carlo Ciceri zur eigenständigen Dorfkirche erhoben.

## Gebäude
Die weitgehend in weiß gehaltene Kirche wurde in der Zeit des späten Barocks errichtet und zeigt die damals verwendeten klassischen Linien. Diese sind einfach gehalten und an historische Vorbilder angelehnt (siehe z. B. den Eingangsbereich, Portal). Der Turm der Kirche ist nicht eigenständig an die Kirche gebaut, sondern baut auf dem bestehenden Gebäude zwischen der Seitenkapelle des Kirchenschiffs und dem Chor. Zur Hauptausrichtung des Gebäudes ist der Turm auch um etwa 45 Grad gedreht. Der Zugang erfolgt halboffen über eine Sprossenleiter.

## Friedhof

Der alte Friedhof von Roncaiola

Einige hundert Meter von Rancaiola entfernt befindet sich der alte, fast verfallene, Friedhof des Dorfes.